# 1700km-discontinuïteit
De 1700km-discontinuïteit is een omstreden seismische discontinuïteit in het onderste gedeelte van de aardmantel, op 1700 km diepte. Het bestaan van de discontinuïteit werd midden jaren negentig uit seismologische gegevens afgeleid.
Omdat de 1700-km-discontinuïteit uit gegevens van wereldwijd verspreide meetstations werd waargenomen, vermoedt men dat het om een globale discontinuïteit gaat. Omdat de discontinuïteit slechts in weinig studies is teruggevonden is het bestaan ervan omstreden. Bij een studie met relatief hoogfrequente seismische golven in 2003 werd de discontinuïteit niet teruggevonden. Een abrupte toename van seismische snelheden met een hoge impedantie is op deze diepte daarom onwaarschijnlijk. Een graduele toename over een bereik van meerdere kilometers kan echter niet uitgesloten worden. Zo'n geleidelijke overgang kan met hoogfrequente golven niet waargenomen worden maar is bij lagere frequenties wel waarneembaar.
Over de oorzaak van de discontinuïteit kan slechts gespeculeerd worden, omdat nog weinig laboratoriumexperimenten zijn gedaan met materialen onder de drukken en temperaturen die op 1700 km diepte heersen. Een mogelijke verklaring is een faseovergang in het mineraal wüstiet (FeO), dat een belangrijke component in de ondermantel vormt. Volgens deze verklaring gaat wüstiet op 1700 km over van een NaCl-kristalstructuur in een NiAs-structuur over. Door de toename in dichtheid waarmee dit gepaard gaat neemt de seismische snelheid toe.